# Geranomyia gracilipalpis
Geranomyia gracilipalpis is een tweevleugelige uit de familie steltmuggen (Limoniidae). De soort komt voor in het Afrotropisch gebied.